# 智利—菲律賓關係
智菲關係（西班牙語：Relaciones Chile-Filipinas）通常指拉丁美洲国家智利与东南亚国家菲律宾历史上及现代的双边关系。两国在16世纪西班牙帝国时期就已经开始往来，19世纪智利独立后就在菲律宾建立外交代表机构，菲律宾于1946年独立后，智利政府更立即与菲律宾建立外交关系。智利也是最早与菲律宾建立外交关系的国家之一。现今两国也通过在西班牙語學會聯合會、不结盟运动、G20開發中國家、77国集团、东亚－拉丁美洲合作论坛、亚太经合组织等多个国际组织的合作交流加深了邦谊。

## 政治交流

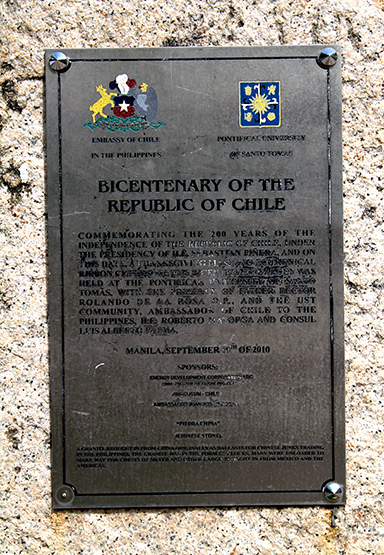
位于菲律宾聖多默大學内，纪念智利独立战争200周年的碑文

菲律宾与智利兩國之間的聯繫可追溯至西班牙帝國在美洲和亚洲殖民统治的早期，当时两国皆为西班牙的殖民地。19世紀初智利独立後，智利最高統帥貝爾納多·奧希金斯就開啟了智利與西属菲律宾的貿易往來，并委托阿古斯汀·埃薩吉雷建立了“加尔各答公司”，负责发展智利与包括菲律宾在内的印太地区诸国的贸易往来。随着双边经贸联系的加强，智利政府也于19世纪40年代在马尼拉設立名譽領事館，以加強雙邊貿易關係。
1946年7月4日，菲律宾脱离美国再度获得独立，智利政府随即于当年给予外交承认，并向菲律宾派遣了外交代表。1962年9月6日，双边关系提升为大使级，此后双边关系友好顺利发展，智利随后又在马尼拉建立大使馆，成为其在东南亚最早的外交代表机构之一。1980年3月，智利总统皮诺切特受菲律宾总统老马科斯的邀请出访菲律宾，但是当皮诺切特的专机到达马尼拉上空时，老马科斯政府却因为国内外舆论的强大压力决定以自己不在马尼拉为由，拒绝智利专机降落，导致皮诺切特被迫取消访菲行程而返国。其后，智利政府更宣称将召回驻菲大使并与菲律宾断交，惟菲律宾政府随即对此作出解释，表示有刺客企图暗杀皮诺切特等人，故拒绝其入境，并逮捕了数名刺客。最终，智利政府接受了菲律宾的解释，决定维持两国的邦交。
20世纪80年代后期，智利与菲律宾相继实现民主转型，并加入亚太经合组织，智利也开始重视与包括菲律宾在内的亚太诸国之关系，智、菲两国的交往也日趋密切。2012年，在海参崴举行的亞太經合峰會上，菲律宾总统阿基诺三世与智利总统塞巴斯蒂安·皮涅拉举行了会谈。期间，兩位領導人談到了加强双边貿易、採礦、地熱资源開發和资讯交流等領域的合作，以及增加稅收和遏制逃稅。兩國同时探讨了在水產養殖领域、教育领域的合作，智利还将考慮从菲律賓引進英文教師。皮涅拉也邀请阿基诺三世对智利正式访问。2015年，皮涅拉的继任者巴切莱特也出访了菲律宾，并参加了在马尼拉举行的亚太经合峰会。

## 经济关系
智利与菲律宾在19世纪即建立贸易往来渠道，建交后，两国的经贸关系得到了一定的加强；1980年，菲律宾、智利双边贸易额约为680万美元。进入21世纪，奉行开放经济政策的智利更加重视与菲律宾的经贸交流。而菲律宾也时常与越南、印尼、马来西亚、泰国等东协国家参加智利的国际展览会，以推介本国的各类产品。菲律宾还有兴趣与智利签署自由贸易协定。
據經濟複雜性研究中心統計，2020年，菲、智双边贸易额达到2.684亿美元，其中智利出口2.3亿美元，主要出口铜矿、高岭土涂布纸及鱼类；菲律宾向智利出口了3840万美元，主要出口辦公機器零件、剃须刀等工业产品及鱼油等加工食品。

## 人文交流
自菲律宾驻智利大使馆于1981年建立以来，该大使馆积极协助菲律賓與智利加强文化聯繫，并向當地的一些圖書館捐贈有關菲律賓歷史和文化的書籍；在智利的高等院校組織關於菲律宾文化的展覽会和講座，并向智利人推广赴菲旅行。
智利人类发展指数较高，惟民众英语熟练度仍较低，智利政府除了推广“外语开门计划”加强对民众的英文培训外，也积极寻求与菲律宾等国的教育合作；2012年，阿基诺三世与皮涅拉举行会谈期间，皮涅拉表示希望为智利学校引进菲律宾籍的英文教师。而菲律宾也正在计划为邀请智利政府为菲律宾西语教员提供进修培训。

## 引用
1. ↑  Fish（2021年）
2. ↑  张珊（2022年）
3. ↑  徐世澄（2010年），第3页
4. 1 2  Roberto（2006年）
5. 1 2  国会图书馆（2023年）
6. ↑  大使馆（2023年）
7. ↑  国家图书馆（2023年）
8. ↑  大百科全书（2023年）
9. ↑  南洋商报（1979年）
10. ↑  New Nation（1980年）
11. ↑  新明日报（1980年）
12. ↑  星洲日報（1980年）
13. ↑  越通社（2022年）
14. ↑  徐世澄（2010年），第7-9页
15. 1 2  马拉坎南（2012年）
16. ↑  入口网站（2015年）
17. ↑  比库尼亚（1984年），第85页
18. ↑  新华社（2017年）
19. ↑  越通社1（2022年）
20. ↑  商务部（2021年）
21. ↑  OEC（2023年）
22. ↑  Bulletin（2018年）
23. ↑  外交部（2019年）
24. ↑  人民日报（2013年）
25. ↑  每日询问（2012年）